# 投げ込み寺
投げ込み寺（なげこみでら）は、寺に身よりのない遊女や行き倒れなどの遺体が放り込まれたことからそれらの寺についた俗称である。寺では遺体を無縁仏として葬ったという。
東京（江戸）、新吉原遊廓近く、三ノ輪(荒川区南千住2丁目)の浄閑寺が投げ込み寺であったことが知られているが、その他にも次のように各地の宿場に同様の寺院があった。
1. 西方寺[3][2]（東京都豊島区） - 旧吉原遊郭のもの。もと新鳥越橋の南詰(台東区浅草7丁目)にあった。遊女の墓として「童女塚」がある。八代目三笑亭可楽の落語「反魂香」にも登場する。
2. 太宗寺（東京都新宿区） - 内藤新宿のもの。
3. 成覚寺[2]（東京都新宿区） - 内藤新宿のもの。
4. 海蔵寺（東京都品川区） - 東海道品川宿のもの。永仁6年（1298）創建の時宗の寺。品川区南品川4-4-2に現存。鈴ヶ森刑場の遺体も弔った[4]。
5. 法禅寺[5][2]（東京都品川区） - 東海道品川宿のもの
6. 宗三寺[6][7]（神奈川県川崎市） - 東海道川崎宿のもの。
7. 文殊院[8][9][2]（東京都板橋区） - 中山道板橋宿のもの。
8. 泉洞寺（長野県軽井沢町） - 中山道追分宿のもの。
9. 雲龍寺[10]（東京都八王子市） - 八王子市山田町のもの。

## ギャラリー

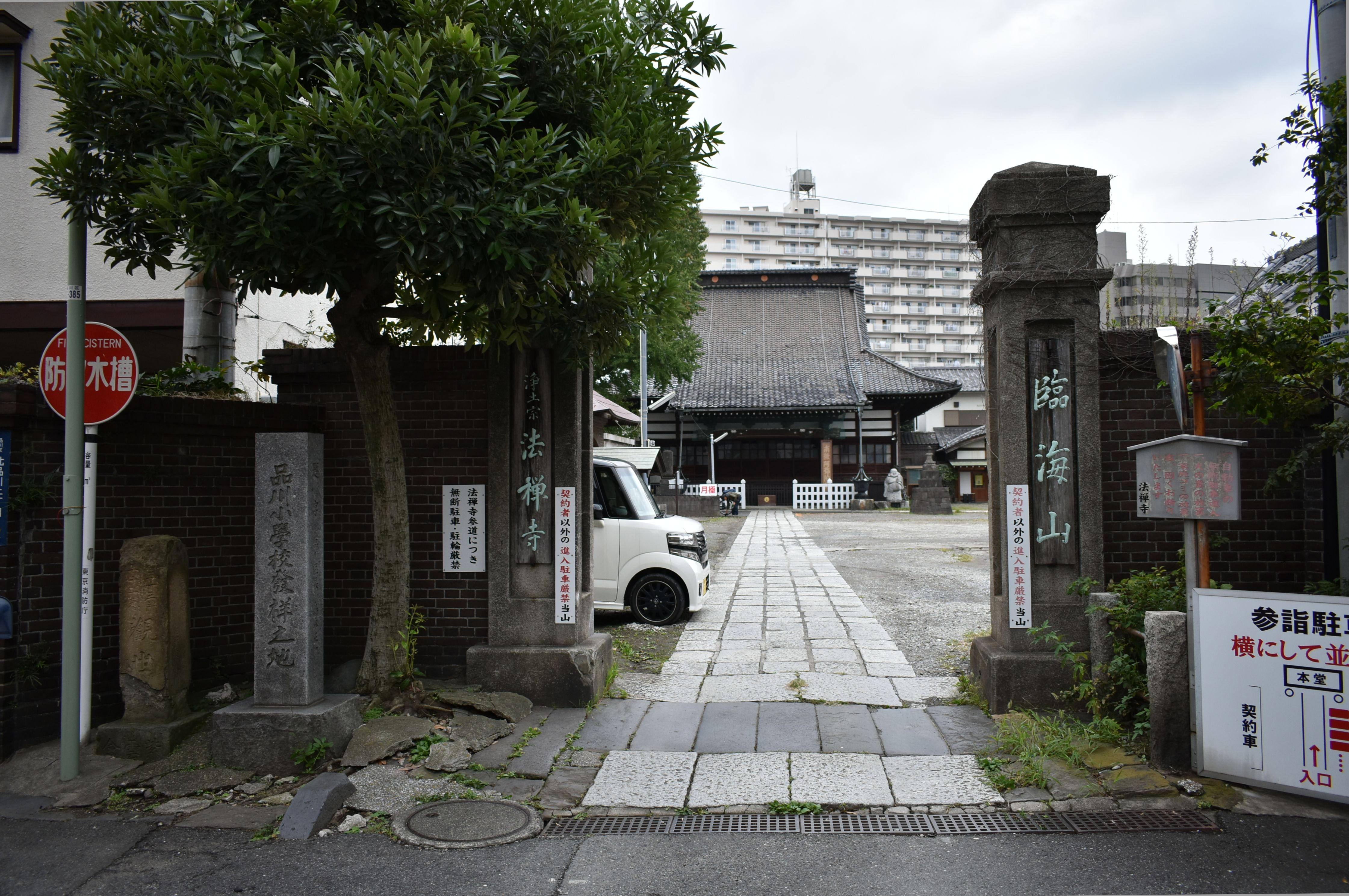
東京都品川区北品川にある「臨海山法禅寺」（2019年10月18日撮影）